# Follow the wind
『FOLLOW THE WIND』（フォロー・ザ・ウィンド）は、日本のシンガーソングライターである氷室京介の10枚目のオリジナル・アルバム。
2003年8月20日に東芝EMIのCapitol Musicレーベルからリリースされた。ポリドール・レコードからの移籍第一弾となるベスト・アルバム『Case of HIMURO』（2003年）を経てリリースされた移籍後初のオリジナル・アルバムであり、前作『beat haze odyssey』（2000年）から3年ぶりのリリースとなった。全曲の作詞は森雪之丞、作曲と編曲およびプロデュースは氷室自身が担当している。
レコーディングはアメリカ合衆国にて行われ、前作に引き続きギタリストのスティーヴ・スティーヴンスやベーシストのトニー・フランクリンが参加している他、新たにパーカッショニストのルイス・コンテやドラマーの永井利光が参加している。レコーディング・エンジニアにはデヴィッド・ビアンコの他にアメリカの様々なミュージシャンのプロデュースを手掛けたジョー・チッカレリが参加している。
本作からは先行シングルとしてWOWOWヨーロッパサッカーイメージソングとして使用された「Claudia」がシングルカットされた。本作はオリコンアルバムチャートにおいて最高位第2位となり、売り上げ枚数は10万枚を超えたため日本レコード協会からゴールド認定を受けている。

## 背景
前作『Beat haze odyssey』（2000年）リリース後、氷室は「KYOSUKE HIMURO TOUR 2000 "BEAT HAZE ODYSSEY"」と題したコンサートツアーを同年10月18日の結城市民文化センターアクロからツアーファイナルとなった12月31日の国立代々木競技場 第二体育館公演まで21都市全36公演を実施、約10万人を動員した。本ツアーにて12月31日にライブを行って以降、氷室は定期的にカウントダウンライブを行うようになったが、その理由として本来であれば毎年アルバムをリリースしてツアーを行いたいが創作が追い付かず、アメリカ合衆国に居住しているためファンと接する機会がない事から開催するようになったと述べている。
2002年10月に氷室は「BeatNix」レーベルを擁していたポリドール・レコードから離脱し古巣の東芝EMIに移籍する事を発表。その後東芝EMI所属のディレクターであった子安次郎に対し、氷室は移籍第一弾としてデビュー15周年という区切りで過去作品の集大成をリリースする事を要望し、4作目のベスト・アルバム『Case of HIMURO』（2003年）がリリースされる事となった。リリース後の同年7月20日には同作を受けた1日限りのライブ「15th Anniversary Special LIVE Case of HIMURO」が開催され、約3万5千人を動員した。3万枚用意されたチケットは発売直後15分で完売し、2年半ぶりに行われたこのライブでは4時間に亘り全36曲が演奏された。また、同ライブの模様を記録したライブ・ビデオ『CASE OF HIMURO 15th Anniversary Special LIVE』が同年11月25日にリリースされた。

## 録音、制作、音楽性
本作のレコーディングはアメリカ合衆国のマッドドッグスタジオおよびマウンテンゲートスタジオにて行われた。ディレクターの子安によれば本作は「Claudia」のシングルカットやタイアップの話が浮上している中で、断片的に出来上がりつつある状況であったという。本作は一度完成したバージョンの大部分を破棄しており、氷室は歌唱時に言葉のノリに違和感を持ち歌入れを再度行うなど、時代に合ったサウンドになっているかという事を最も気にしていたと子安は述べている。また氷室がアメリカにおいて現地の音楽を身近で聴ける環境であった事から、自らの音楽もそのような環境下でも自信をもってリリースできる完成度にしたいとの思いが強かったのではないかと子安は述べている。
1997年に渡米して以降、氷室の音楽性は著しく変化する事となった。特にニルヴァーナに端を発したグランジムーブメントに大きく影響され、ビートに関する評価基準が180度異なるものになったと氷室は述べている。具体的にはニルヴァーナ登場以前はニュー・ウェイヴからの影響によってクリックに対してビートがタイトにシンクロする事を美学としていたが、ニルヴァーナ登場以降はクリックに対してビートがいかにかっこよくよれているかに焦点が充てられるように変化したという。この事は氷室自身の曲作りにも影響を及ぼし、コード進行に関してはそれまで循環コードに沿ってポップさを表現していたが、通常ではあり得ないコードに敢えていく事で新しいよじれた感覚を追求するように価値観が変化したと述べている。またシングルカットする楽曲に関して氷室は、マニアックではなく出来る限り万人に理解されやすいチューニングで制作する事が最も重要なファクターであると述べ、先行シングルとなった「Claudia」はそれらに則った比較的ポップなチューニングで制作された楽曲であると述べている。
子安は本作に関して、「ものすごく尖っているというか。前向きに攻めている感じのアルバム」と述べている。子安は収録曲の内「RAP ON TRAP」が最も印象に残っていると述べ、同曲が日本のマーケットでどうのように受容されるのかという氷室からの投げ掛けであったのではないかと推測した他、間奏中に作詞を担当した森雪之丞による詩の朗読が挿入されている事なども含めて当時の氷室としても実験的な楽曲であったと述べている。また森が手掛けた歌詞に関して音楽評論家の田家秀樹は他アーティストへ提供した歌詞とは質感が全く異なると述べた他、子安は森が多彩な語録を持っている事を指摘した上で氷室に合った言葉を見事に出していると述べている。

## リリース、批評、チャート成績
| 専門評論家によるレビュー | 専門評論家によるレビュー |
| レビュー・スコア         | レビュー・スコア         |
| 出典                     | 評価                     |
| ------------------------ | ------------------------ |
| CDジャーナル             | 肯定的                   |
| TOWER RECORDS ONLINE     | 肯定的                   |

本作は2003年8月20日に東芝EMIのCapitol MusicレーベルからコピーコントロールCDにてリリースされた。同年7月21日には先行シングルとしてWOWOWヨーロッパサッカーイメージソングとして使用された「Claudia」がシングルカットされた。
批評家たちからの本作の音楽性やサウンド面に対する評価は肯定的なものとなっており、音楽情報サイト『CDジャーナル』では本作がソロ15周年記念で3年ぶりの新作である事に触れた上で、「ビート感あふれる曲調はまさに、ヒムロックならではの仕上がり」と評価した他、ラップ調でありハードなサウンドのミクスチャー・ロックに挑戦している事を指摘し、「パワフルなロック・ナンバーが彼には一番似合うことを再認識させてくれる」と肯定的に評価した。音楽情報サイト『TOWER RECORDS ONLINE』では、作詞家である森雪之丞とのパートナーシップやロサンゼルスの腕利きミュージシャンが参加している事に触れた上で、「ハイ･クオリティ･サウンドが炸裂しています」と肯定的に評価した。
本作はオリコンアルバムチャートにおいて最高位第2位の登場回数9回となり、売り上げ枚数は10.5万枚となった。タワーレコードの売り上げチャート「アルバム総合」部門においては2003年8月18日付けで渋谷で第12位、新宿で第9位となった他、「ジャパニーズ ロック&ポップス アルバム」部門では8月18日付けで第3位、8月25日付けで第20位となった。本作は2008年6月11日にコピーコントロール仕様ではなく通常のコンパクトディスクにて再リリースされた。

## ツアー
本作を受けてのツアーは「KYOSUKE HIMURO TOUR 2003 "HIGHER THAN HEAVEN"」と題し、2003年8月29日の市原市市民会館を皮切りに30都市全38公演を実施、約12万人を動員した。ツアーファイナルとなった11月23日の国立代々木競技場 第二体育館公演では、アンコールのMCにて「プロモーションもやらずにロサンゼルスで好き勝手にマイペースでやってるだけなのに、こんなに集まってくれて」と述べた後、「CLOUDY HEART」の演奏を始めたが途中で涙ぐみ歌えなくなるというアクシデントが発生した。この件に関して子安は、渡米した事で忘れ去られてしまうと危惧していた氷室であったが、当日は満員御礼であった事からファンとの信頼関係を再認識したために起きた事ではないかと推測した。

## 収録曲
- CDブックレットに記載されたクレジットを参照[17]。

| #         | タイトル               | 作詞      | 作曲      | 編曲      | 時間  |
| --------- | ---------------------- | --------- | --------- | --------- | ----- |
| 1.        | 「VIRUS」              | 森雪之丞  | 氷室京介  | 氷室京介  | 4:22  |
| 2.        | 「Weekend Shuffle」    | 森雪之丞  | 氷室京介  | 氷室京介  | 4:19  |
| 3.        | 「FOLLOW THE WIND」    | 森雪之丞  | 氷室京介  | 氷室京介  | 4:09  |
| 4.        | 「MONOCHROME RAINBOW」 | 森雪之丞  | 氷室京介  | 氷室京介  | 5:05  |
| 5.        | 「LOVE SHAKER」        | 森雪之丞  | 氷室京介  | 氷室京介  | 3:38  |
| 6.        | 「Claudia」            | 森雪之丞  | 氷室京介  | 氷室京介  | 3:59  |
| 7.        | 「FOOL MEN'S PARADE」  | 森雪之丞  | 氷室京介  | 氷室京介  | 3:43  |
| 8.        | 「SACRIFICE」          | 森雪之丞  | 氷室京介  | 氷室京介  | 4:44  |
| 9.        | 「RAP ON TRAP」        | 森雪之丞  | 氷室京介  | 氷室京介  | 4:14  |
| 10.       | 「ARROWS」             | 森雪之丞  | 氷室京介  | 氷室京介  | 5:27  |
| 合計時間: | 合計時間:              | 合計時間: | 合計時間: | 合計時間: | 43:40 |

## スタッフ・クレジット
- CDブックレットに記載されたクレジットを参照[18]。

### 参加ミュージシャン
- ジョッシュ・フリース（英語版） – ドラムス
- ラミー・アントン – ドラムス
- マーク・シュルマン（英語版） – ドラムス
- 永井利光 – ドラムス
- スティーヴ・スティーヴンス – ギター
- マイケル・ランドウ – ギター
- ティム・ピアス（英語版） – ギター
- トニー・フランクリン – ベース
- ダニー・ダンラップ – ベース
- キム・ブラード（英語版） – キーボード
- ルイス・コンテ – パーカッション
- 森雪之丞 – ポエトリーリーディング

### 録音スタッフ
- デヴィッド・ビアンコ（英語版） – レコーディング・エンジニア、ミキシング・エンジニア
- ジョー・チッカレリ – レコーディング・エンジニア
- エディ・シュライアー – マスタリング・エンジニア
- ラファエル・セラーノ – アシスタント・エンジニア

### 美術スタッフ
- NAO（ルイジアナプロダクション） – ビジュアル・プロデューサー
- 森谷統（ルイジアナプロダクション） – アートディレクター
- 飯森雅子（ルイジアナプロダクション） – デザイナー
- 半沢武志 – 写真撮影
- Moji Sangi – 衣装
- 橋本孝裕 (Shima) – ヘアー&メイク・アップ
- マイケル・ヒラバヤシ – コーディネーション（ロサンゼルス）

### 制作スタッフ
- 氷室京介 – エグゼクティブ・プロデューサー
- ヒロ鈴木 – エグゼクティブ・プロデューサー
- Tama – エグゼクティブ・ディレクター
- 後藤由多加 – スーパーバイザー
- クレア・テイラー – プロジェクト・ヒムロ (Algernon inc. (L.A.))
- レオーネ・ルーカス – プロジェクト・ヒムロ (Algernon inc. (L.A.))
- さとうしま – プロジェクト・ヒムロ (Algernon inc. (L.A.))
- 鈴木祥紀 – プロジェクト・ヒムロ (BeatNix)
- 北塚桂子 – プロジェクト・ヒムロ (BeatNix)
- 子安次郎 – プロジェクト・ヒムロ （東芝EMI）
- いけやりえ – プロジェクト・ヒムロ （東芝EMI）
- ながみとしひろ – プロジェクト・ヒムロ （東芝EMI）
- 斉藤正明（東芝EMI） – ゼネラルマネージャー
- 小林壮一（東芝EMI） – ゼネラルマネージャー
- 鈴木博一（東芝EMI） – ゼネラルマネージャー

## チャート、認定
| チャート         | リリース年 | 最高順位 | 登場週数 | 売上数   | 出典   |
| ---------------- | ---------- | -------- | -------- | -------- | ------ |
| 日本（オリコン） | 2003年     | 2位      | 9回      | 10.5万枚 | [ 2 ]  |
| 日本（オリコン） | 2008年     | 210位    | 1回      | -        | [ 19 ] |

| 国/地域 | 認定組織         | 日付      | 認定     | 売上数   | 出典  |
| ------- | ---------------- | --------- | -------- | -------- | ----- |
| 日本    | 日本レコード協会 | 2003年8月 | ゴールド | 100,000+ | [ 3 ] |

## リリース日一覧
| No. | リリース日    | レーベル                                 | 規格 | カタログ番号 | 備考 | 出典          |
| --- | ------------- | ---------------------------------------- | ---- | ------------ | ---- | ------------- |
| 1   | 2003年8月20日 | 東芝EMI／Capitol Music                   | CCCD | TOCT-25095   |      | [ 14 ] [ 1 ]  |
| 2   | 2008年6月11日 | EMIミュージック・ジャパン／Capitol Music | CD   | TOCT-26564   |      | [ 20 ] [ 15 ] |